# Agustí Espinalt i Sanllehí
Agustí Espinalt i Sanllehí (Manresa ? - Barcelona, 27 d'abril del 1939) va ser un joier que ocupà diversos càrrecs polítics a la Manresa de la Guerra civil espanyola.

## Biografia
Militant d'Esquerra Republicana de Catalunya, va ser membre de la Junta de Govern Republicana Provisional de Manresa, del 14 d'abril de 1931, i regidor i president de la Comissió d'Enllumenat del primer ajuntament republicà (1931).
Es va quedar a Manresa quan van entrar els franquistes, en creure's la propaganda conforme res no passaria a gent que, com ell, no tinguessin res a veure amb delictes de sang. Fou empresonat i, al cap de poc temps, executat al Camp de la Bota el dia 27 d'abril del 1939.